# Philodromus vulgaris
Philodromus vulgaris este o specie de păianjeni din genul Philodromus, familia Philodromidae. A fost descrisă pentru prima dată de Hentz, 1847. Conform Catalogue of Life specia Philodromus vulgaris nu are subspecii cunoscute.